# 塚元大
塚元 大（つかもと だい、2001年6月23日 - ）は、大阪府和泉市出身のプロサッカー選手。Jリーグ・ツエーゲン金沢所属。ポジションはフォワード、ミッドフィールダー。

## 略歴
2019年6月23日、J3第13節のガイナーレ鳥取戦でリーグ戦初先発を飾るとハットトリック決める活躍を見せた。11月7日、ガンバ大阪のトップチームに昇格が決定したことが発表された。
2020年8月12日、若手選手中心で臨んだルヴァンカップグループリーグ第3節の湘南ベルマーレ戦で途中出場からトップチーム初出場を果たした。10月18日、第23節の大分トリニータ戦で途中出場からJ1デビューを飾った。12月19日、最終節の清水エスパルス戦でJ1初先発を果たした。
2022年、ツエーゲン金沢へ育成型期限付き移籍。右膝外側半月板断裂の大怪我を二度負い、公式戦に出場することなく移籍期間満了に伴い退団した。
2023年、ガンバ大阪へ復帰。シーズンを通してリハビリに専念し、10月21日の第30節名古屋グランパス戦で途中出場し、2年ぶりに公式戦に復帰し決定的なシュートを放つなど存在感を示した。この年はシーズン終盤のリーグ戦3試合に途中出場したが、契約満了となり退団。
2023年12月25日、ツエーゲン金沢へ完全移籍で加入。1年ぶりの復帰となる。

## 所属クラブ
- 和泉市FC（和泉市立信太小学校）
- SSクリエイト（和泉市立信太小学校）
- 2014年 - 2016年 ガンバ大阪ジュニアユース（和泉市立信太中学校）
- 2017年 - 2019年 ガンバ大阪ユース（向陽台高等学校）
  - 2019年 ガンバ大阪（2種登録選手）
- 2020年 - 2023年  ガンバ大阪
  - 2022年  ツエーゲン金沢（期限付き移籍）
- 2024年 -  ツエーゲン金沢

## 個人成績
| 国内大会個人成績 | 国内大会個人成績 | 国内大会個人成績 | 国内大会個人成績 | 国内大会個人成績 | 国内大会個人成績 | 国内大会個人成績 | 国内大会個人成績 | 国内大会個人成績 | 国内大会個人成績 | 国内大会個人成績 | 国内大会個人成績 |
| 年度             | クラブ           | 背番号           | リーグ           | リーグ戦         | リーグ戦         | リーグ杯         | リーグ杯         | オープン杯       | オープン杯       | 期間通算         | 期間通算         |
| 年度             | クラブ           | 背番号           | リーグ           | 出場             | 得点             | 出場             | 得点             | 出場             | 得点             | 出場             | 得点             |
| 日本             | 日本             | 日本             | 日本             | リーグ戦         | リーグ戦         | リーグ杯         | リーグ杯         | 天皇杯           | 天皇杯           | 期間通算         | 期間通算         |
| ---------------- | ---------------- | ---------------- | ---------------- | ---------------- | ---------------- | ---------------- | ---------------- | ---------------- | ---------------- | ---------------- | ---------------- |
| 2020             | G大阪            | 30               | J1               | 6                | 0                | 1                | 0                | 2                | 0                | 9                | 0                |
| 2021             | G大阪            | 30               | J1               | 8                | 0                | 0                | 0                | 1                | 0                | 9                | 0                |
| 2022             | 金沢             | 14               | J2               | 0                | 0                | -                | -                | 0                | 0                | 0                | 0                |
| 2023             | G大阪            | 21               | J1               | 3                | 0                | 0                | 0                | 0                | 0                | 3                | 0                |
| 2024             | 金沢             | 7                | J3               | 11               | 0                | 0                | 0                | 1                | 0                | 12               | 0                |
| 2025             | 金沢             | 7                | J3               |                  |                  |                  |                  |                  |                  |                  |                  |
| 通算             | 日本             | 日本             | J1               | 17               | 0                | 1                | 0                | 3                | 0                | 21               | 0                |
| 通算             | 日本             | 日本             | J2               | 0                | 0                | -                | -                | 0                | 0                | 0                | 0                |
| 通算             | 日本             | 日本             | J3               | 11               | 0                | 0                | 0                | 1                | 0                | 12               | 0                |
| 総通算           | 総通算           | 総通算           | 総通算           | 28               | 0                | 1                | 0                | 4                | 0                | 33               | 0                |

| 2019   | G大23  | 49     | J3     | 22 | 5 | 22 | 5 |
| 2020   | G大23  | 30     | J3     | 24 | 3 | 24 | 3 |
| 通算   | 日本   | 日本   | J3     | 46 | 8 | 46 | 8 |
| 総通算 | 総通算 | 総通算 | 総通算 | 46 | 8 | 46 | 8 |

その他の公式戦
- 2024年
  - 石川県サッカー選手権大会 1試合0得点

| 国際大会個人成績 | 国際大会個人成績 | 国際大会個人成績 | 国際大会個人成績 | 国際大会個人成績 |
| 年度             | クラブ           | 背番号           | 出場             | 得点             |
| AFC              | AFC              | AFC              | ACL              | ACL              |
| ---------------- | ---------------- | ---------------- | ---------------- | ---------------- |
| 2021             | G大阪            | 30               | 1                | 0                |
| 通算             | AFC              | AFC              | 1                | 0                |

2019年は2種登録選手
- Jリーグ初出場 - 2019年6月2日 J3第10節 vs藤枝MYFC（パナソニックスタジアム吹田）
- Jリーグ初得点・初ハットトリック - 2019年6月23日 J3第13節 vsガイナーレ鳥取（パナソニックスタジアム吹田）

## 代表歴
- U-16日本代表
  - モンテギュー国際大会（2017年）

## タイトル

### クラブ
ガンバ大阪ジュニアユース
- 関西サッカーリーグ（U-15）サンライズリーグ：1回（2016年）

ツエーゲン金沢
- 石川県サッカー選手権大会：1回（2024年）